# 楚門的世界
是一部於1998年上映的美國科幻喜劇電影，由彼得·威爾執導，安德魯·尼可編劇，金·凱瑞、羅娜·蓮妮及艾德·哈里斯等主演。此電影也是金·凱瑞第一部科幻作品。這部影片記錄男主角楚門的生活──由實境秀節目建構出來、並播送給全球數十萬的觀眾的「現實生活」。隨著劇情的進展，楚門逐漸對他身處的世界有所懷疑，開始有了一連串的疑問並發現了這個「世界」的真相。
與成品不同，起初《楚门的世界》的待售劇本更像一部科幻驚悚片，故事背景設定在紐約市。隨後斯科特·魯丁購買了劇本，並在派拉蒙影業重新製作故事，布萊恩·狄帕瑪原將在威爾簽約前執導，以6000萬美元的價格製作電影。但安德魯·尼可則在凱瑞確定出演前時重寫了劇本。電影大部分拍攝都在佛羅里達州的海濱以及規劃社區拍攝。
《楚门的世界》於1998年6月1日在洛杉磯舉行全球首映的發佈會，並於6月5日在北美上映。這部電影獲得了商業上的成功，首次亮相就廣受好評，並在第71屆奧斯卡金像獎、第56屆金球獎、第52屆英國電影學院獎和第25屆土星獎中獲得多項提名。《楚门的世界》已被分析為對模擬實境、存在主义、監視、宗教、元哲學、隱私和真人實境節目的探索。

## 劇情
30年前，奥姆尼康电视制作公司收养六名孤兒的其中一位，並刻意培养他使其成为全球最受欢迎的實境肥皂剧「楚门的世界」中的主人公，公司为此取得巨大的成功。然而这一切却只有一人全然不知，他就是该剧的唯一主角——楚门（Truman，「true man」的諧音）。
楚门从小到大一直生活在一座叫海景鎮的小城，他是这座小城里的一家保险公司的经纪人。表面上过着与常人無異的生活，却不知道小城实际上是一座設在好萊塢標誌後面山頂上的巨大摄影棚，製作室就設在摄影棚天頂的月球上，生活中的每一秒钟都有上千部攝影機在对着他，每时每刻全世界都在關注着他，更不知道身边所有人，包括家人和朋友都是「楚门的世界」的演员。楚門虽然感觉到每个人似乎都很注意他，并且从小到大所做的每一件事都有着一些意想不到的戏剧性的效果，生活中的每個人物都有意無意地宣傳海景鎮的美好並勸阻他離開，而妻子和挚友更會不時對著空氣推銷產品，使他摸不著頭腦，但这些都没有使这位天性淳朴的年輕人太过于在意。
節目的製作組特意安排楚門小時候與父親出海時，父親因為暴風雨在大海失蹤，使他自此留下陰影並害怕出海，企圖使他永遠留在小城裡。但此劇情讓飾演楚門父親的演員因未能繼續從節目中獲利，而感到非常失望，因此多年後設法以流浪漢面目出現，回到城裡跟楚門會面。製作團隊雖未能及時阻止「父親」的出現，但「父親」出現後就立即被工作人員帶走，楚門想追上去卻不斷被路人和車子阻擋。雖然楚门母親矢口否認那人是他父親，但反而使他回想起大學時代的心儀對象，實際上是群众演员蘿倫所說的話：她在臨別前告訴他自己的真名是「席維亞」，並說所有人和東西都只是在演戲。不明所以的楚門目睹席維亞（蘿倫）的「父親」把她帶走，並對楚門說他們將舉家搬到「斐濟」，使他把「到斐濟見席維亞」這個念頭藏在心底。
一天，楚門如常上班，但车载收音机故障，意外接收到摄制组内部頻道，並正在播报他的行蹤。心中存疑的楚门開始觀察四周，發覺他家附近的路上每天都有相同的人和车在重复，並发现街上的人都似乎在他出现后才开始真正的工作。於是他突襲到附近一幢從未到過的大廈，發現電梯门后竟然是演員的茶水間。楚門回家後，表示希望查看相簿。让他不敢相信的是，妻子在與他的結婚照片中竟做著求神原諒說謊的交叉手指動作。於是他跟蹤妻子到她工作的「医院」裡，亦發現連她的護士工作和手術都是假的。楚门开始怀疑他所生活的社會都在骗他，决定不惜一切代价逃出这个虛假的小城。
然而楚门却低估克里斯托弗作為制作人、导演和监制的力量。楚門訂購機票卻被告知一個月後才有機位；在企圖乘坐巴士離開時車子被故意弄出故障；就連與妻子駕車突擊離開小城時也遇上「塞車」、「森林大火」和「核洩漏」等「事故」。楚门在逃走失敗後與妻子吵架，發現妻子介绍可可粉时仿佛在读广告，終使楚門發覺妻子都不可信，激動之下持刀脅持妻子，致使她面对隐藏攝影機大喊「（谁能）做些什么」。导演紧急呼叫摯友登门救场。
當楚门向摰友傾訴連日來所發生的怪事時，摯友卻勸喻楚門不要想太多。隨後楚門要求摯友承諾不要說謊，而克里斯托弗亦在此時發出指令要求摯友說出「不會對他說謊」，此時摯友遲疑不決。終使楚門對摯友的身份都產生懷疑。之後，為了彌補「父親」以流浪漢身份出現的失誤，劇組编织了一个完美的谎言让楚門「父子」即時相见，从而达到他们满意的效果。所有觀眾都為這一幕感動，只有真心喜歡楚門的席維亞大為不滿，並在直播中致電克里斯托弗把他玩弄楚門的行為痛罵一頓。
製作團隊人員打算再次安排另一名女性接替楚門妻子的位置，但他們不知道父子重逢的戲碼反而使楚門克服了涉水的陰影，並對所生活的世界徹底絕望，於是他計劃瞞著所有人暗中逃走。當天晚上楚門假裝熟睡後骗过攝影機逃離家中，並試圖駕船从海上离开这座小城。克里斯托弗發現楚門失蹤，馬上下令中斷直播，並發動所有演員找尋他，更在半夜升起「太陽」；在找到楚門後又下令製造人工暴風雨加以阻撓，但在楚門的堅持下，為了避免他在觀眾面前死去只好停止暴風雨。楚門駕駛的帆船最後撞到巨大摄影棚的牆，使他发现面前的「天空」竟然也是佈景。在楚門打開出口大門將要離開攝影棚時，导演用擴音器告诉楚门，他就是世界上最受歡迎的節目明星，外面的世界並不比這個人工世界真實多少，如果他愿留在小城就不用面對真實世界的恐懼。楚门不为所动，留下他招牌性的問候語之後，毅然跨過設於「天空」佈景的出口，進入真實世界。
所有電視機前的觀眾都為楚門的決定歡呼，而一直支持他的席維亞也忍不住出門找他。最後，節目因為楚門的離開而停播；觀眾因為沒戲可看，馬上想轉看其他頻道。

## 演員
| 演員                              | 角色                                 | 備註                                                                                              |
| 金·凱瑞 Jim Carrey                | 楚門·伯班克 Truman Burbank           | 「楚門秀」的主角。                                                                                |
| 蘿拉·琳妮 Laura Linney            | 漢娜·吉兒 Hanna Gill                 | 楚門妻子。                                                                                        |
| 諾亞·埃莫里奇 Noah Emmerich       | 路易士·寇爾崔 Louis Coltrane         | 楚門從小的摯友。                                                                                  |
| 娜塔莎·麥克霍恩 Natascha McElhone | 席維亞 Sylvia                        | 「楚門秀」中名叫「蘿倫·嘉蘭」（Lauren Garland）。楚門大學時期心儀對象，曾告訴楚門「事實的真相」。 |
| 荷莉倫·泰勒 Holland Taylor        | 艾拉妮絲·蒙特克萊兒 Alanis Montclair | 楚門母親。                                                                                        |
| 布萊恩·迪列特 Brian Delate        | 沃爾特·莫爾 Walter Moore             | 楚門父親。                                                                                        |
| 彼得·克勞斯 Peter Krause          | 勞倫斯 Lawrence                      | 楚門上司。                                                                                        |
| 泰德·雷蒙 Ted Raymond             | 史班瑟 Spencer                       | 楚門鄰居，養了隻大麥町。                                                                          |
| 艾德·哈里斯 Ed Harris             | 克里斯托夫 Christof                  | 「楚門秀」製作人。                                                                                |

## 製作
主體拍攝於1996年12月9日開始，於佛罗里达州和洛杉矶進行製作。

## 評價
爛番茄新鮮度高達94%，基於160條評論，平均分為8.5/10，網站影評家共識寫道：「《楚門的世界》是一部有趣、溫柔且發人深省的電影，因其對失控的名人文化和一個對普通生活的私人細節有著永不滿足的渴望的民族的非凡先見之明而更加引人注目。」。在Metacritic上，電影根據30條專業評論得到90分（滿分100分），代表「普遍讚譽」，獲得「必看佳作（Must-See）」標籤，IMDb評分達8.2，收穫普遍讚譽。
「《楚门的世界》是一部与众不同、创意十足的电影，内容发人省思、感人肺腑，同时也有令人会心一笑的幽默。喜剧天王金·凱瑞在片中的演出纯真中又有复杂的个性，他抛开了一切束缚，他在一贯的喜剧表演方式下流露出令人动容的感情，尽管他的表演尚未得到奥斯卡评委的青睐，但他至少已经征服了大部分普通观众。影片的成功向世人证明了谁才是真正的喜剧之王——尽管目前还只是“无冕之王”。总的来看，这绝对是部有笑有泪的好影片。」

—— 理查·薛克尔（时代周刊影评人）
「从表象上看来，影片讲述的似乎是一个荒诞无稽的人生寓言，然而深入其内部，你会发现，其中所蕴涵的意义是深刻的，它会让你觉得不寒而栗，因为也许有一天，你会开始担心是否在自己的周围也会发生同样的事。」

—— 雷吉·史密斯（纽约著名影评人）
「我认为这部电影拥有许多层面，并非一般的好莱坞电影。同时，它的主题概念也十分有创意，而且令人能够感同身受。它会让人不禁扪心自问：『也许我周围生活的每个人都是在演戏？』」

「我覺得《楚門的世界》對現在來說已經是微小的存在層面，雖然所描繪的故事是相當宏觀的。不過現在每個人都有一個訂閱頻道，每個人都有自己一個小小楚門秀的世界，這方面肯定是有可以發揮的地方。我經常在想，也經常被問到的是，楚門在走出那扇門後會發生什麼事？我花了一段時間才了解到，他在外面依然會是獨自一人，因為所有人都還是會回到虛構的世界裡，他們都被要求待在攝影棚裡。」—— 金·凯瑞（本片男主角）

## 榮譽
| 頒獎典禮             | 獎項                 | 名字                                                      | 結果 |
| -------------------- | -------------------- | --------------------------------------------------------- | ---- |
| 第71屆奧斯卡金像獎   | 最佳導演             | 彼得·威爾                                                 | 提名 |
| 第71屆奧斯卡金像獎   | 最佳原著劇本         | 安德魯·尼可                                               | 提名 |
| 第71屆奧斯卡金像獎   | 最佳男配角           | 艾德·哈里斯                                               | 提名 |
| 第56屆金球獎         | 最佳電影（劇情類）   |                                                           | 提名 |
| 第56屆金球獎         | 最佳男配角           | 艾德·哈里斯                                               | 獲獎 |
| 第56屆金球獎         | 最佳導演             | 彼得·威爾                                                 | 提名 |
| 第56屆金球獎         | 最佳編劇             | 安德魯·尼可                                               | 提名 |
| 第56屆金球獎         | 最佳男演員（劇情類） | 金·凱瑞                                                   | 獲獎 |
| 第56屆金球獎         | 最佳電影歌曲/音樂    | 菲利普·格拉斯、Burkhart von Dallwitz                      | 提名 |
| 第52屆英國電影學院獎 | 最佳電影             | 史考特·魯丁、安德魯·尼可、愛德華 S. 費爾德曼、亞當·施洛德 | 提名 |
| 第52屆英國電影學院獎 | 最佳男配角           | 艾德·哈里斯                                               | 提名 |
| 第52屆英國電影學院獎 | 最佳編劇             | 安德魯·尼可                                               | 獲獎 |
| 第52屆英國電影學院獎 | 最佳攝影             | 彼德·貝冼歐                                               | 提名 |
| 第52屆英國電影學院獎 | 最佳藝術指導         | 丹尼斯·加斯納                                             | 獲獎 |
| 第52屆英國電影學院獎 | 最佳特效             |                                                           | 提名 |
| 第52屆英國電影學院獎 | 最佳導演             | 彼得·威爾                                                 | 獲獎 |
| 第11屆歐洲電影獎     | 五洲獎               | 彼得·威爾                                                 | 獲獎 |
| 雨果獎               | 最佳導演             | 彼得·威爾                                                 | 獲獎 |
| 第70屆國家評論協會獎 | 最佳男配角           | 艾德·哈里斯                                               | 獲獎 |
| 第12屆兒童票選獎     | 最佳電影演員         | 金·凱瑞                                                   | 提名 |

- 電影也被提名至2006年，由美國電影協會評選的AFI百年百大勵志電影，但未能入選[12]。

## 外部連結
- 互联网电影数据库（IMDb）上《楚門的世界》的资料（英文）
- 豆瓣电影上《楚門的世界》的資料 （简体中文）
- AllMovie上《楚門的世界》的资料（英文）
- Box Office Mojo上《楚門的世界》的資料（英文）
- 爛番茄上《楚門的世界》的資料（英文）
- Metacritic上《楚門的世界》的資料（英文）